# Amapola del 66
Amapola del '66 es el octavo álbum de estudio sacado a la venta por la banda de rock argentina Divididos, lanzado el 17 de marzo de 2010 por las discográficas La Calandria/DBN. Este es su primer disco de estudio en ocho años, ya que el anterior había sido Vengo del placard de otro en 2002. El álbum cuenta con trece temas, muchos de los cuales ya habían sido presentados en sus shows como: "Hombre en U", "La Flor Azul" y "Todos". Siendo este el primer disco que la banda edita con sello propio (La Calandria) y también el primero oficial de Catriel Ciavarella.

## Arte y documental
La portada fue diseñada por el famoso diseñador gráfico argentino Alejandro Ros, que ya había diseñado las portadas de los dos anteriores álbumes de estudio de la banda: Narigón del siglo (2000) y Vengo del placard de otro (2002). La impactante presentación, aunque sobria, combina a la perfección con las fotografías de Nora Lezano. El DVD muestra a la banda en estado puro, creando y arreglando los temas en su nuevo estudio La Calandria. Las imágenes alternan con una charla íntima junto al reconocido periodista Alfredo Rosso, con quien desgranan los orígenes de las canciones y hasta del mismísimo rock argentino.

## Gira de presentación
En la presentación en vivo se ambientó con la hélice de un molino (similar al de la tapa del álbum) y se tocó junto a músicos folclóricos, ambientando también canciones de discos anteriores de forma más folclórica con diversos instrumentos del género. Comenzó el 27 de marzo de 2010 en el Cerro Pucará de Provincia de Jujuy. El 2 y 3 de junio, la banda de Hurlingham se presentó en dos noches en el Luna Park, en donde grabaron su primer y hasta ahora único DVD en vivo, Audio y agua.

## Lista de canciones
Todas las canciones compuestas por Ricardo Mollo y Diego Arnedo excepto las señaladas.
| N.º | Título                                                        | Duración |  |
| 1.  | «Hombre en U»                                                 | 4:02     |  |
| 2.  | «Buscando un ángel»                                           | 4:11     |  |
| 3.  | «Mantecoso»                                                   | 6:19     |  |
| 4.  | «Muerto a laburar»                                            | 4:46     |  |
| 5.  | «Amapola del 66»                                              | 6:10     |  |
| 6.  | «La flor azul» (Mario Arnedo Gallo, Antonio Rodríguez Villar) | 2:40     |  |
| 7.  | «Senderos»                                                    | 6:16     |  |
| 8.  | «Jujuy»                                                       | 4:12     |  |
| 9.  | «Caminando»                                                   | 4:14     |  |
| 10. | «Boyar nocturno»                                              | 7:08     |  |
| 11. | «Avanzando retroceden»                                        | 3:45     |  |
| 12. | «Perro funk»                                                  | 5:08     |  |
| 13. | «Todos» (Mollo, Arnedo, Gabriel Rocca)                        | 4:48     |  |

| Pistas adicionales en la edición en vinilo y reedición en CD de 2015 |                                                                    |          |  |
| N.º                                                                  | Título                                                             | Duración |  |
| 14.                                                                  | «Pereta voyeur»                                                    | 6:30     |  |
| 15.                                                                  | «With a Little Help from My Friends» (John Lennon, Paul McCartney) | 5:02     |  |

## Lanzamiento en LP y reedición
En el programa radial Cual es?, la banda confirmó el lanzamiento ya anticipado de Amapola del '66 en versión de vinilo. El mismo cuenta con dos discos, con un orden de canciones distinto a la versión CD, y la inclusión de 2 canciones: la ya conocida versión de Joe Cocker de "With a Little Help from My Friends" (la cual ya había sido ejecutada en varios conciertos en vivo) con invitados de lujo como Ciro Fogliata en el órgano, y un coro femenino compuesto por Fabiana Cantilo, Claudia Puyó, e Isabel de Sebastián. La segunda canción bonus es "Pereta Voyeur" canción nueva, también ya ejecutada en recitales. El LP es edición limitada y pesa más de 160 gramos. 
En 2015, Divididos lanzó una nueva edición de Amapola del '66, tratándose de la tercera edición de este álbum, que incluye, además de los trece temas originales, las canciones "Pereta voyeur", "With a Little Help from My Friends" (cover de The Beatles) y un video con la grabación de "Living de trincheras", la última canción que compuso el trío para la película Infancia Clandestina, del director Benjamín Ávila. "Es como los alfajores, parecen iguales pero no lo son", dijo Mollo en la presentación del último volumen. Y cerró: "el que no compró el Amapola 1, ahora tiene el Amapola 3. Disculpen pero se fue dando así: fuimos creciendo a medida que fuimos creciendo nosotros también en edad porque ya tenemos unos años más."

## Personal
- Ricardo Mollo: voz y coros, guitarras eléctricas, slide, e-bow, kazoo, efectos percusión y accesorios.
- Diego Arnedo: voz y coros, bajos, bajo de ocho cuerdas, guitarra acústica, guitarra criolla, bombo legüero, teclados y percusión.
- Catriel Ciavarella: baterías, accesorios y percusión.

Invitado
- Peteco Carabajal: violín en "La Flor Azul".